# 犠打
犠打（ぎだ、英: sacrifice hit, SH, SAC）は、野球用語の一つ。犠牲打の略。打者がアウト（犠牲）となるかわりに、塁上にいる走者を進塁させる打撃を指す。

## 定義
基本的には、打者がアウト（犠牲）となって塁上にいる走者を進塁させる打撃を指す。打者自身がアウトになるため、二死のときには犠打は起こりえない。犠打を行うときの前提条件として、無死または一死で塁上に走者がいる必要がある。
日本の公認野球規則では、打者の打撃記録として「犠牲バント」（英: sacrifice bunt）や「犠牲フライ」（英: sacrifice fly）を定義しているが、「犠打」という表現は使用されていない。したがって、「犠打」という言葉の用法については若干の揺れが見られる。

### 犠牲バントのみを指す場合
バントをして内野に打球を転がし、相手野手が打球を処理する間に塁上の走者を進塁させ、打者自身は一塁でアウトになることを犠牲バントという。この犠牲バントのことを指して「犠打」とする。
- 例えば、川相昌弘は通算533犠打の世界記録を持つとしばしば紹介されるが、ここでいう「犠打」は犠牲バントのみを指しており、通算19の犠牲フライは含んでいない。日本語版ウィキペディアの各選手の打撃成績表などでは、犠牲バントを指して「犠打」の呼称を使用する。
- この意味で「犠打」という表現を用いる場合、犠牲フライは「犠飛」と呼んで区別する。

### 犠牲バント及び犠牲フライを指す場合
打者が飛球を放ち、これを捕らえられて打者がアウトになる間に走者がタッグアップして本塁に達し、得点することを犠牲フライという。犠牲フライと、前述の犠牲バントを合わせて「犠打」とする。
- デジタル大辞泉や精選版日本国語大辞典は、バントまたは飛球によって、打者はアウトになるが走者を進塁または得点させる打撃を「犠牲打」の意味として挙げており[2]、この定義に合致する。
- 今日の野球規則においては、犠牲バントと犠牲フライは明確に区別して記録されており、ルール上は両者を足し合わせることもない。しかし、犠牲フライは歴史的に扱いが何度も変更されており、古くは犠牲フライと犠牲バントを区別せずに「犠打」 (sacrifice hit) とした時代もあった[3]。
- 犠牲フライを含んでいることを明示する場合は、「犠打飛」という呼称も用いられる。

### 走者を進塁させる打撃全般を指す場合
打者がアウトになる間に、塁上にいる他の走者を進塁させる打撃全般を指す。犠牲バントや犠牲フライに加え、いわゆる進塁打も含める考えである。進塁打の具体例としては、以下のようなものが挙げられる。
- 内野ゴロを打ったが打者のみがアウトになり、他の走者が進塁した（例：セカンドゴロで打者が一塁でアウトになる間に二塁走者が三塁に進んだ）
- 飛球を打って、一塁走者または二塁走者がタッグアップにより進塁した[注 1]（例：ライトフライで二塁走者がタッグアップし三塁に進んだ）

なお、犠牲バントや犠牲フライは公式記録として残るが、進塁打は記録としては残らないことに留意する必要がある。